# Calycophysum
Calycophysum — рід родини гарбузових. Країни поширення: Болівія, Колумбія, Еквадор, Перу, Венесуела.